# Végh Ferenc (katona)
Végh Ferenc (Hajdúszoboszló, 1948. december 10. –) magyar honvéd vezérezredes, 1996. június 6-tól 1999. június 6-ig a Honvéd Vezérkar főnöke.

## Életpályája
Első diplomáját 1971-ben a budapesti Kossuth Lajos Katonai Főiskolán szerezte, majd a moszkvai Malinovszkij Páncélos Csapatok Akadémiáján képezték tovább, ahol 1981-ben végzett.
A szabadszállási 145. harckocsi ezredben szolgált, majd annak 1989-es felszámolása után 1990-től a ceglédi székhelyű 3. katonai kerület törzsfőnöke lett.
Az Amerikai Egyesült Államokban, Pennsylvániában tanult, ahol 1993-ban elvégezte a Szárazföldi Erők Vezérkari Akadémiáját (United States Army War College). Hazatérve kinevezték a ceglédi 3. katonai kerület.
1995 szeptemberétől decemberéig a Honvéd Vezérkar ideiglenes munkacsoportja vezetőjének.
A Magyar Honvédség Honvéd Vezérkar főnökévé 1996. június 6-ával nevezték ki, s ezt a beosztást 1999. június 6-ig látta el. Vezérkari főnökként legfontosabb feladata a NATO előszobájának számító Partnerség a Békéért (Partnership for Peace, PfP) programban való részvétel volt, majd pedig az 1997-től 1999-ig terjedő időszak, amikor konkrétan a NATO-tagságra való felkészülést irányította. 1998-ban, Washingtonban az Egyesült Államok elnöke a Legion of Merit parancsnoki fokozatával tüntette ki.
Egy súlyos politikai konfliktusa miatt 1999-ben tisztségéből leváltották, s addigi helyettese Fodor Lajos lett az új vezérkari főnök. Altábornagyi rendfokozattal vonult nyugállományba. 2007. október 23-án előléptették vezérezredessé.
2000-ben kinevezték Magyarország törökországi nagykövetévé. Külszolgálata alatt, 2001. április 16-án súlyos autóbalesetet szenvedett, aminek következtében kerekesszékbe kényszerült. Azóta szakfordítói és társadalmi munkákat végez.
2014-ben megjelent „Végelszámolás” című önéletrajzi könyve.